# Otto Hellström
Otto Henrik Julius Hellström, född 7 november 1865 i Hudiksvall, död 11 december 1947 i Nora, var en svensk träindustriledare.
Otto Hellström var son till förvaltaren Carl August Hellström. Efter farmaceutisk examen 1884 övergick han till trävarubranschen och blev 1885 bokhållare vid Hudiksvalls trävarufabrik, där han blev skogsförvaltare 1890. 1900 kom han som skogs- och sågverksförvaltare till Trävaruaktiebolaget Dalarne, och 1903 blev han disponent och VD för Vesterdalelfvens kolaktiebolag. Efter att 1910–1917 haft tjänst som ombudsman i Sågverksförbundet var han VD där 1918–1930. 1927–1937 var han även ombudsman för Föreningen Skogarbeten. Han tillhörde Djursholms stadsfullmäktige 1923–1927. 1942 bosatte han sig i Nora. Hellström anlitades för ett flertal offentliga uppdrag, bland annat för utredning av skogsarbetarnas levnadsförhållanden 1912–1916 och Statens järnvägars virkesupphandling 1916–1918. Han publicerade även skrifter och uppsatser i tekniska och ekonomiska frågor, delvis med historiskt perspektiv. Sin största insats gjorde han inom arbetsgivarorganisationerna på sågverks-, flottnings- och skogsområdena, och Föreningen Skogsarbetaren var hans verk.